# Костенко, Пётр Евгеньевич
Пётр Евгеньевич Костенко (род. 16 февраля 1976, Костанай, Казахская ССР, СССР) — казахстанский шахматист, гроссмейстер (2006), главный тренер детско-юношеских сборных Казахстана по шахматам (с 2012) .

## Биография
Пётр Костенко родился в Костанае 16 февраля 1976 года. Отец Костенко Евгений Петрович, первоцелинник из Гуляйполе Запорожской области Украинской ССР. Играть в шахматы с 4 лет Петра научила мать Людмила Ивановна . Тренировался в городском шахматном клубе, который в 80-тых основал его земляк, известный шахматист Анатолий Уфимцев, 11-кратный чемпион Казахской ССР  .

## Достижения
Неоднократный чемпион Казахстана среди юношей (до 14, 16, 18, 20 лет).
- 1993 - чемпион Казахстана среди студентов.
- 1996 - бронзовый призёр чемпионата Азии (до 20 лет) в Макао.
- 1997 - серебряный призёр молодёжного чемпионата мира в составе сборной Казахстана в Аргентине.
- Четырёхкратный чемпион Казахстана по шахматам среди мужчин (1998, 2000, 2002, 2016).
- В составе сборной Казахстана участник 6-и Всемирных Шахматных Олимпиад (1998, 2000, 2002, 2012, 2014, 2018).
- 1998 - серебряный призёр (лично, резервная доска) Всемирной шахматной Олимпиады в Элисте (Россия).
- 1999 - присвоено звание международный мастер ФИДЕ.
- 2002 - победитель командного Чемпионата Азии среди городов в составе команды г. Павлодар и лично на третьей доске (Аден, Йемен).
- 2006 - присвоено звание гроссмейстер ФИДЕ.
- 2013 - бронзовый призёр командного Кубка азиатских наций в Дубае (ОАЭ) [4] и серебряный призёр чемпионата Казахстана.
- 2014 - в составе сборной РК стал победителем Кубка Азиатских Наций (рапид) в Тебризе (Иран). В финале команда Казахстана победила сборную Китая [5].
- 2015 - в июне стал чемпионом Казахстана по «рапиду» [6], а в ноябре в Алматы мужская сборная Казахстана, включая Костенко, в четвёртом розыгрыше впервые выиграла Кубок Центральной Азии по шахматам[7]. До этого трижды подряд Кубок завоёвывала сборная Узбекистана.
- 2016 - в мае в четвёртый раз стал чемпионом Казахстана по классическим шахматам [8], а в октябре выиграл первый международный турнир по шахматам «Алматы Опен 2016»  [9].
- 2017, июнь - бронзовый призёр Зонального турнира Кубка Мира стран Центральной Азии в Ташкенте (Узбекистан) [10].
- 2018, апрель - бронзовый призёр чемпионата Казахстана [11]. В августе стал обладателем серебряной медали на второй доске в командном турнире по классике Кубка Азиатских наций в Хамадане (Иран) [12].

## Изменения рейтинга
| Графики недоступны из-за технических проблем. См. информацию на Фабрикаторе и на mediawiki.org. |